# Charles Longueville
Pour les articles homonymes, voir Longueville.
Charles Julien Fidèle Longueville, né le 21 septembre 1829 à Lamballe (Côtes-d'Armor) et mort le 24 juillet 1899 à Lorient, est un officier de la Marine, artiste peintre et graveur français. Il reçoit le titre de peintre officiel de la Marine en 1875.

## Biographie
D'une famille de marins de Granville, Charles Julien Fidèle Longueville est né le 22 septembre 1829 à Lamballe (Côtes-d'Armor) de Bon Jean François de Longueville, capitaine de vaisseau, major général de la marine à Lorient, et d'Angélique Labbé du Bourquet.

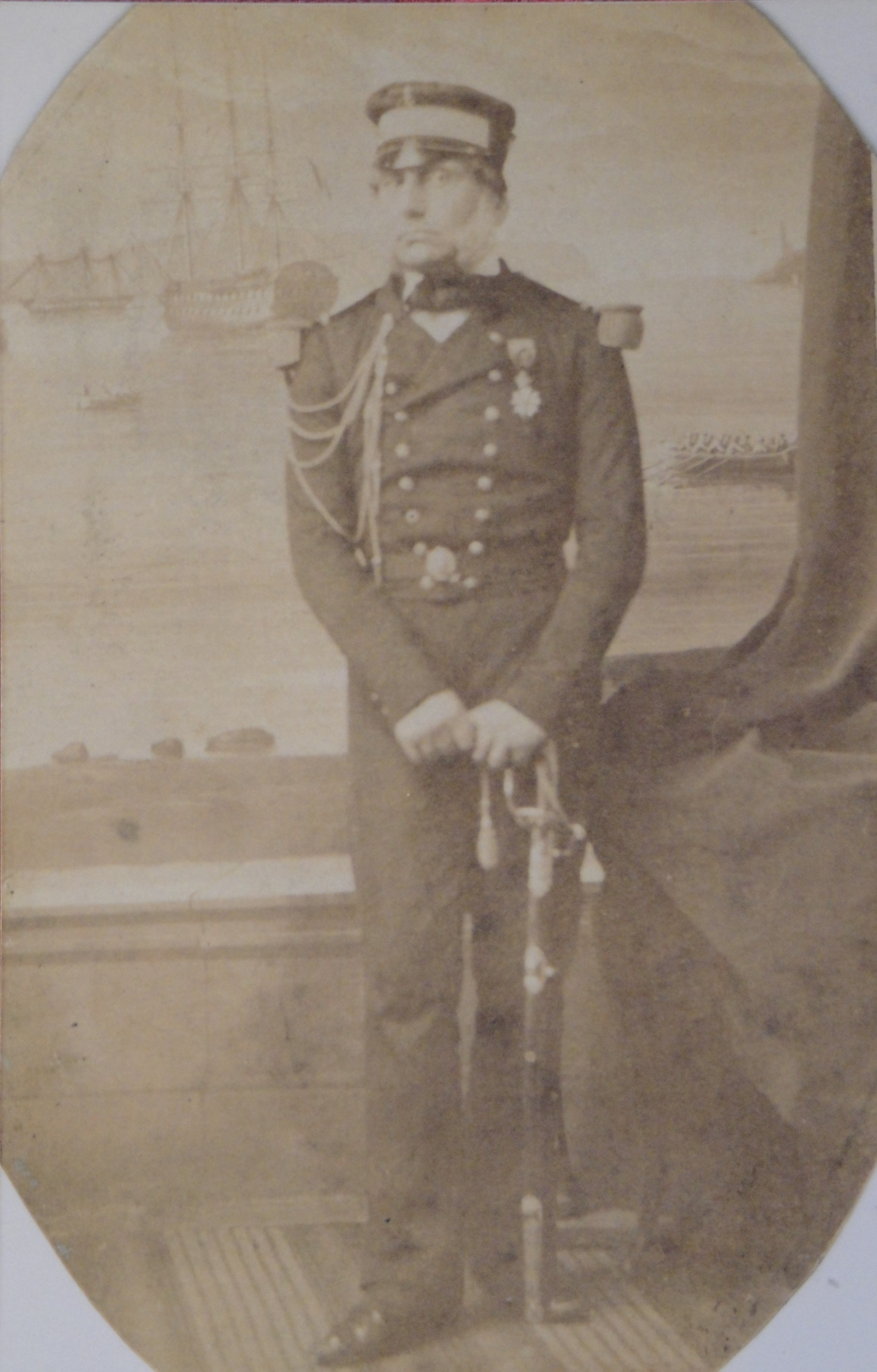
Charles Longueville, lieutenant de vaisseau à Brest vers 1866.

Après des études secondaires au collège communal de Lorient (collège d’Aumale, actuellement Lycée Dupuy de Lôme), la grande pépinière d’officiers de marine de ce temps-là, Charles Longueville entre à l'École navale de Brest en 1845. À la sortie, il reçoit son premier embarquement à Cherbourg, sur la frégate Reine Blanche, sur laquelle il gagne l’océan Indien. Passé sur une autre frégate, l’Artémise, il y navigue pendant deux ans, mouillant notamment aux îles Bourbon et Maurice, à Sainte-Marie de Madagascar et Nossy-Bé, Zanzibar, Pondichéry, aux îles Saint-Paul et Amsterdam.
Rentré en France au printemps 1850, il connaît plusieurs embarquements de courte durée, avant d’être affecté en 1852 sur une frégate hôpital, la Caravane, qui transporte des fonctionnaires coloniaux vers le Sénégal, les Antilles et la Guyane, et en ramène des convalescents plus ou moins gravement atteints par des maladies tropicales. Il effectue deux rotations dans ce cadre.
Revenu à Lorient, il connaît à son tour la maladie, un psoriasis rebelle qui ne le quittera qu’épisodiquement, sa vie durant. Il fait ainsi deux séjours prolongés dans des hôpitaux parisiens en 1854 et 1858. Entre les deux, il embarque sur la frégate la Thisbé, qui part pour deux ans rejoindre la station navale du Brésil et de la Plata. Cela lui permet de revoir Rio-de-Janeiro, et de découvrir Bahia, Pernambouc et Montevideo, cette dernière ville en pleine révolution. Ayant participé, avec l’équipage de la Thisbé, à réduire un incendie qui ravageait un entrepôt, il a l’honneur d’être décoré de l’ordre impérial du Brésil par l’empereur Pedro II en personne.
En 1858, Charles Longueville suit une formation qui va orienter la suite de sa carrière. Pendant neuf mois, d’abord à l’école de tir de Vincennes, puis au bataillon d’apprentis fusiliers, nouvellement créé à Lorient. A l’issue, il rejoint Toulon, où il embarque pour quatre pleines années sur le vaisseau l’Algésiras, le deuxième de l’escadre d’évolution. Il y commande la compagnie de débarquement, unité constituée à bord des bâtiments de la marine pour combattre à terre lorsque ceux-ci abordent une côte hostile.
Cette période est l’une des plus riches de sa vie, tant sur le plan professionnel qu’artistique : en 1859, la guerre d’Italie mobilise l’escadre pour transporter l’armée impériale à Gênes, puis assurer en Adriatique le blocus de Venise ; en 1860, la flotte séjourne en baie de Naples tout l’été, pour contrôler l’expédition de Garibaldi et la fin du royaume des Deux-Siciles ; 1861 voit l’escadre au levant, pour protéger les chrétiens maronites, à la suite des massacres perpétrés par les druses ; enfin, l’année 1862 est  celle où l’escadre mouille par deux fois à Naples, visite les ports de l’Algérie et séjourne en Corse. Charles Longueville est promu lieutenant de vaisseau le 3 octobre 1860 et fait chevalier de la légion d’honneur le 31 décembre 1861. De ces voyages, il ramène une large moisson de croquis et d’esquisses, qu’il exploitera par la suite.
De retour à Lorient en novembre 1862, il épouse trois mois plus tard une jeune fille de Morlaix, Mathilde Desloge, fille du maire Joseph François Desloge et nièce de Firmin René Desloge. De cette union, naissent deux fils à Morlaix, Charles le 9 novembre 1863, et Edouard le 12 novembre 1864. A l’automne 1863, il devient membre de la Société des aquafortistes. Dans ce cadre, il produira une trentaine d’eaux fortes entre 1863 et 1872, dont une moitié avant 1865. Il expose au Salon à Paris en 1865 et 1870.
Pendant l’année 1864, il commande une frégate à roues, le Panama, placée en réserve de 2ème catégorie. Puis, en avril 1865, il est affecté à Cherbourg, dans l’escadre cuirassée en cours de constitution, et prend le commandement de la compagnie de débarquement de la frégate cuirassée la Flandre. Il n’y reste qu’un an, pendant lequel il participe à une croisière à Madère, aux Canaries et au Portugal. Puis il prend le poste d’instructeur d’infanterie sur le Borda, en rade de Brest, qui abrite l’école navale.
C’est alors que sa femme et son fils aîné décèdent à cinq jours d’intervalle, à la fin de l’été 1865, victimes de la diphtérie. Il se retrouve seul avec son second fils, qui sera élevé par ses grands-parents maternels à Morlaix. Désormais, sa seule ambition est de rester en poste à Brest, pour ne pas s’éloigner de son fils. Il demeure ainsi huit ans sur le Borda, période seulement interrompue par la guerre de 1870, où il est commandant en second du 3e bataillon de fusiliers marins de Brest, qui défend le fort d’Ivry au siège de Paris.
Il achève sa carrière d'officier de marine au grade de capitaine de frégate et obtient sa retraite en décembre 1874. Il s'installe à Paris avec son fils, qui commence ses études secondaires. Sur sa demande, le ministre de la marine et des colonies le nomme « peintre de la marine », le 31 mars 1875, le sixième d’une fonction créée en 1830. Désormais, la peinture et le dessin occuperont son univers jusqu’à sa mort.
Charles Longueville se remarie le 5 mai 1879 à Paris avec Marie Eblé, fille du général. De leur union naissent encore deux fils à Paris, Charles le 15 juin 1880, et Jean le 18 avril 1883. En 1885, son fils aîné Edouard, atteignant sa majorité, reste seul à Paris, cependant que le reste de sa famille s’établit à Lorient. Cette dernière période le voit mettre un point d’orgue à son activité artistique, avec la production de quatre albums racontant ses voyages, où « chaque page est composée d’un texte écrit avec élégance à la main et, en haut de la page, d’un dessin à la plume de même style, l’ensemble étant accompagné et relié par un élément de botanique : plante, feuillage ou fleurs dont le style rappelle l’estampe japonaise » (Anne Raffray).
Miné par sa maladie, qui progresse pendant sa vieillesse, il s’éteint à son domicile lorientais, le 24 juillet 1899.

## Distinctions
- Chevalier de l'ordre de la Rose du Brésil en 1854
- Chevalier de la Légion d'honneur en 1861[4]
- Peintre officiel de la Marine en 1875[4]

## Œuvre
Ayant toujours vécu de son métier d’officier de marine, Charles Longueville n’a apparemment jamais monnayé ses œuvres, à l’exception de ses eaux fortes, qui étaient commercialisées par Alfred Cadart, l’éditeur de la « Société des Aquafortistes », puis de « l’Illustration Nouvelle » qui lui a succédé. De fait, l’essentiel de ses œuvres est encore détenue aujourd’hui par ses descendants et des relations proches.
Ceci explique pourquoi il est si peu connu : seules ses eaux-fortes sont en partie présentes dans de nombreux musées : Metropolitan Museum of Art (New-York - USA), Five College Museums (Deerfield - Massachusetts - USA), Museum of Fine Arts (Boston - USA), Fine print collections (Georgetown - D.C. - USA), National Gallery of Australia (Canberra - Australie), British Museum (Londres - Royaume-Uni), Victoria and Albert Museum (Londres - Royaume-Uni), National maritime museum (Greenwitch - Royaume-Uni), Aristotle University (Thessalonique - Grèce), National Gallery of Canada (Ottawa - Canada), Musée de la Marine (Paris), Bibliothèque nationale (Paris-cabinet des estampes).
Son œuvre picturale est beaucoup plus confidentielle : trois huiles exposées aux salons de 1865 (« Environs du port de Lorient à marée basse ») et 1870 (« Le calme » et « En orient »), dont la trace est perdue ; trois grands tableaux détenus par le musée des Jacobins de Morlaix - France (« Carnac », « Un fait de guerre », « Vue de Beyrouth ») ; un grand tableau représentant le château ruiné de Beyrouth, adjugé à Nantes le 16 juin 2015, et qui a donc pris place dans une collection particulière ; à cela s’ajoute une plume (« le Pont-Neuf ») détenue par le musée de la compagnie des Indes à Port-Louis - France. Cette courte liste ne représente que quelques pourcents de l’œuvre de Charles Longueville identifiée à ce jour.

### Peinture
- Procession des Coureaux à Larmor Plage, huile sur toile, collection particulière, 73x115
- Vue de Beyrouth, 1887, huile sur toile, musée des Jacobins, Morlaix, 81,5x64, restaurée en 2014[2]
- Jardin des Tuileries, 1885, huile sur toile, collection particulière, 67x83
- Dolmen entre Locmariaquer et la Trinité,1874, huile sur carton, collection particulière, 24x30
- Jeune arabe de 14 ans Oran, 1862, huile sur carton, collection particulière, 17,1x15,9

Peintures de Longueville
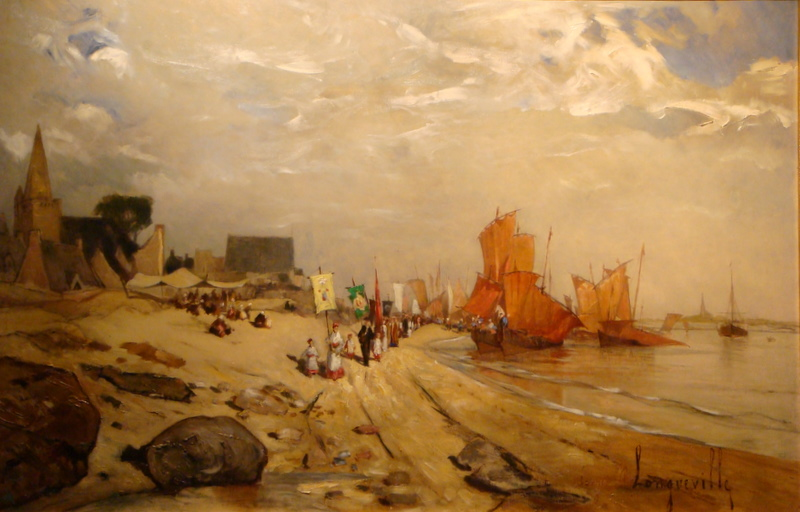
Procession des Coureaux à Larmor Plage (Morbihan), vers 1890
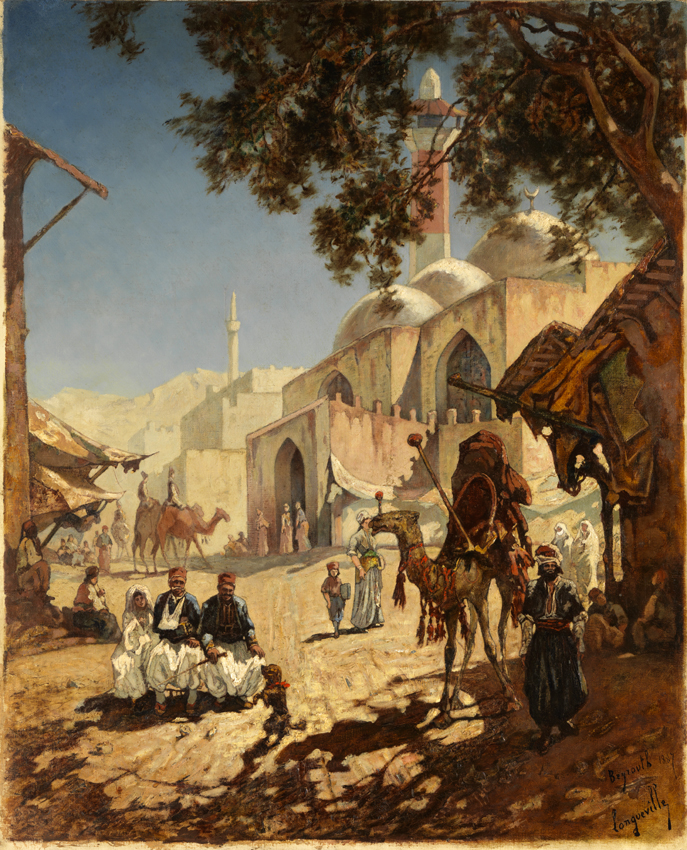
Vue d'une mosquée à Beyrouth (Syrie), 1887
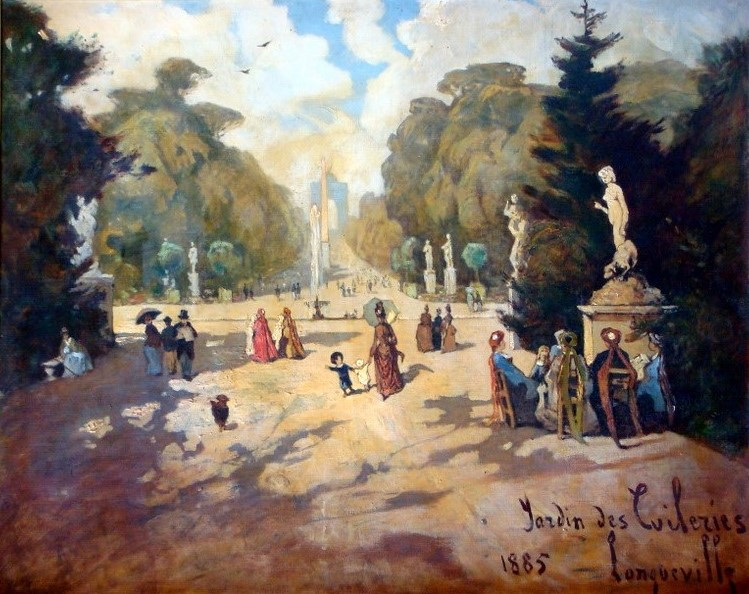
Jardin des Tuileries - Paris, 1885
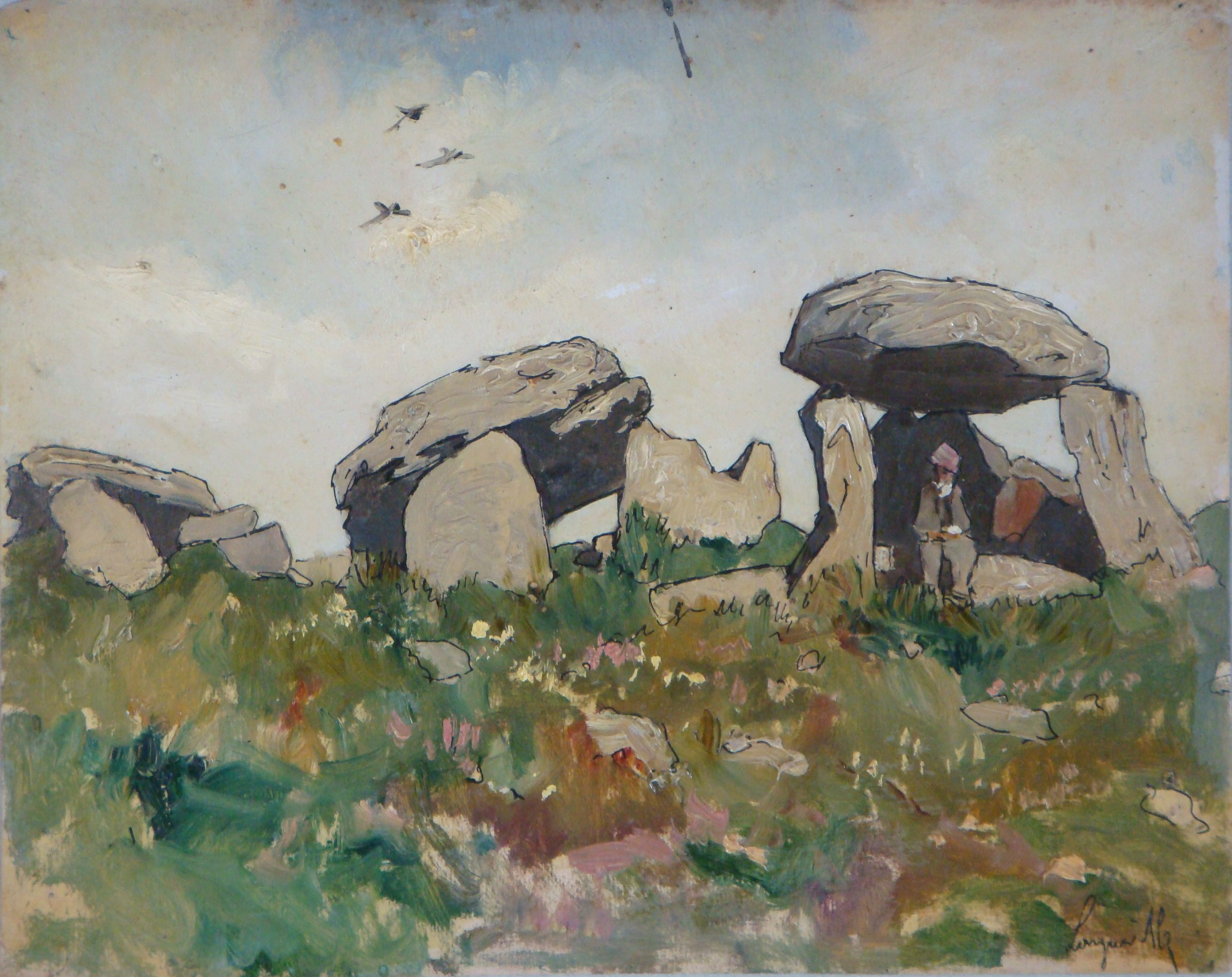
Dolmen entre Locmariaquer et la Trinité, 1874
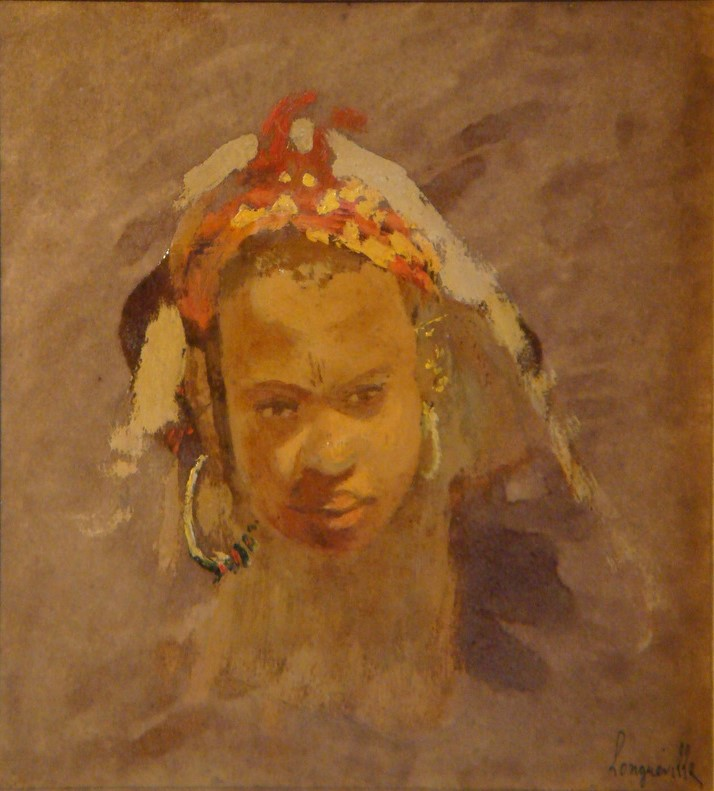
Jeune arabe de 14 ans Oran, 1862

### Gravure
En eaux-fortes, la production de Charles Longueville comporte 29 œuvres, 16 en tant que membre de la Société des aquafortistes (période 1863-1864), et 13 publiées dans L’illustration nouvelle (période 1870-1872). Elle se décompose comme suit :
- Trois eaux-fortes isolées, Une rue à Beyrouth, en octobre 1863, qui assura sa cooptation dans la Société des aquafortistes, Croquis d’orient, en mars 1864, et Combat naval (L'Alabama coulant sous le feu de Kearsarge), en août 1864[2];
- Une série de 13 eaux-fortes, intitulée Sur terre et sur mer, à l’automne 1864, qui fut exposée à New-York au printemps 1866 ;
- Une autre série de 12 eaux-fortes, intitulée Voyage d’un marin à Jérusalem, au premier semestre 1870, dont quatre furent exposées au Salon de 1870 ;
- Une dernière eau-forte isolée, Le tombeau de la Vierge dans la vallée de Josaphat, réalisée en 1872, très vraisemblablement en participation à la souscription des artistes pour financer la libération du territoire après la guerre franco-prussienne de 1870.

Les cinq  vues qui suivent résument sa production d'eaux-fortes : 
- Une rue à Beyrouth Syrie, 1er octobre 1863, première eau forte de Charles Longueville, qui lui a permis d’être coopté dans la société des aquafortistes
- Combat naval (L'Alabama coulant sous le feu de Kearsarge), 1er août 1864, eau forte
- Sous voiles courant grand largue, 1864, eau forte de la série Sur terre et sur mer
- Le Saint Sépulcre, 1870, eau forte de la série Voyage d’un marin à Jérusalem
- Le tombeau de la Vierge dans la vallée de Josaphat, 1872, eau forte

Gravures de Longueville
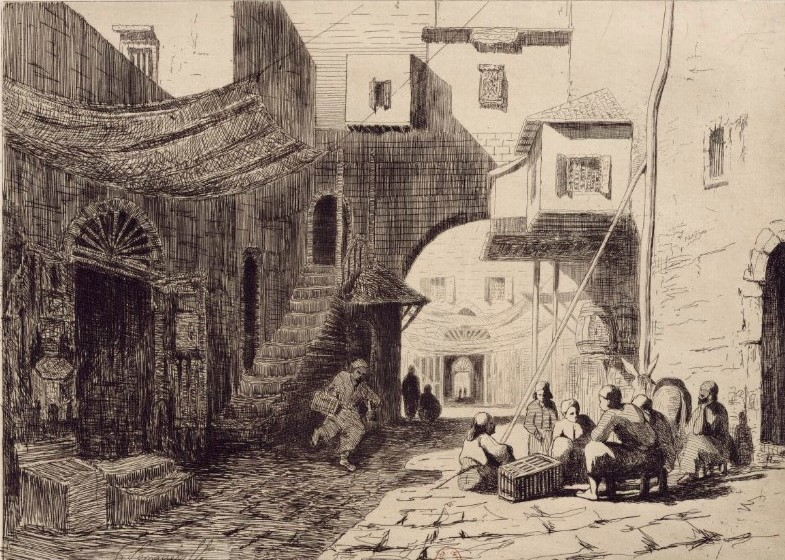
Une rue à Beyrouth Syrie, 1863, eau-forte (21,3x29,2)
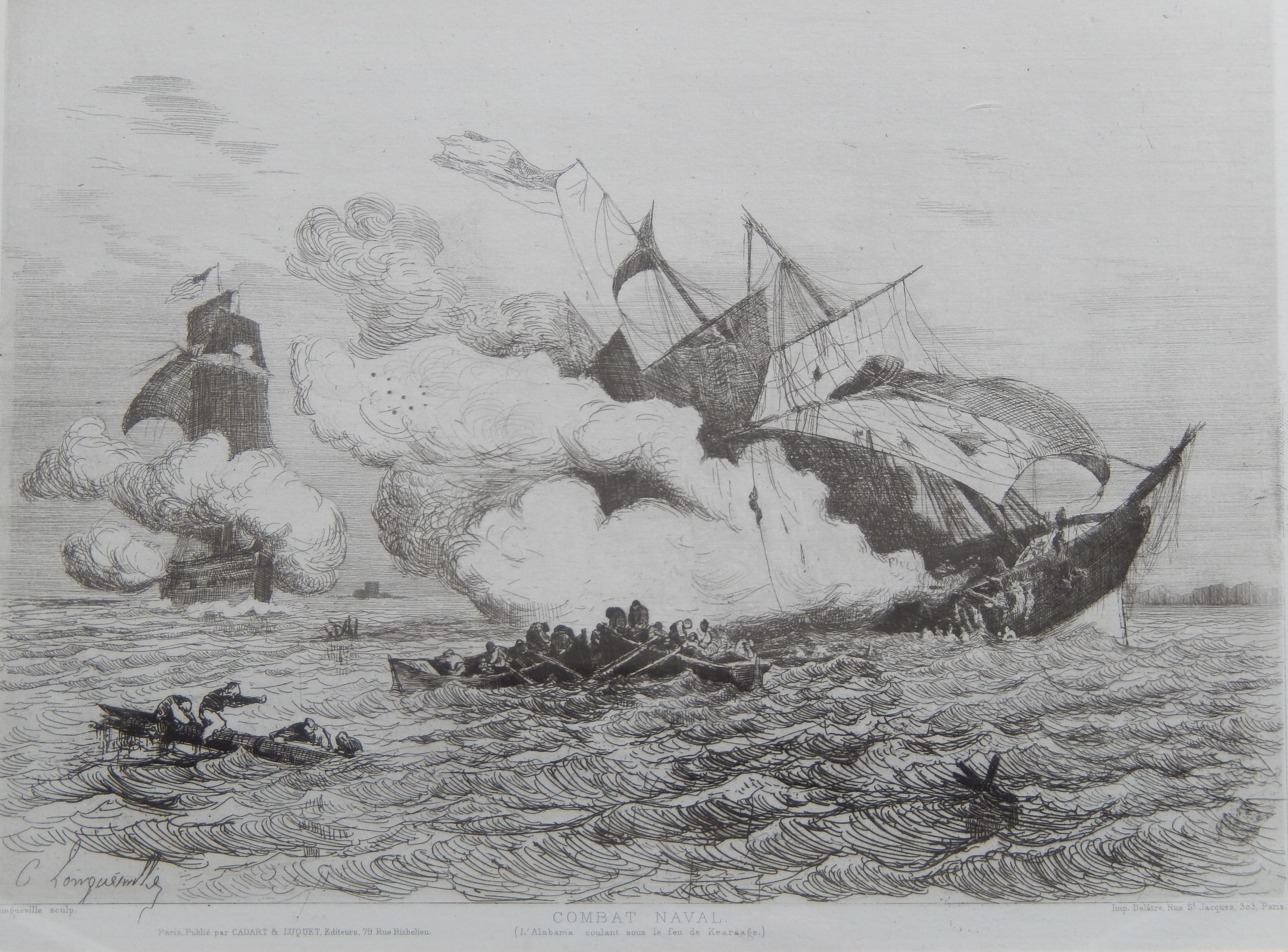
Combat naval (L'Alabama coulant sous le feu de Kearsarge), 1864, eau-forte (21,5x30)
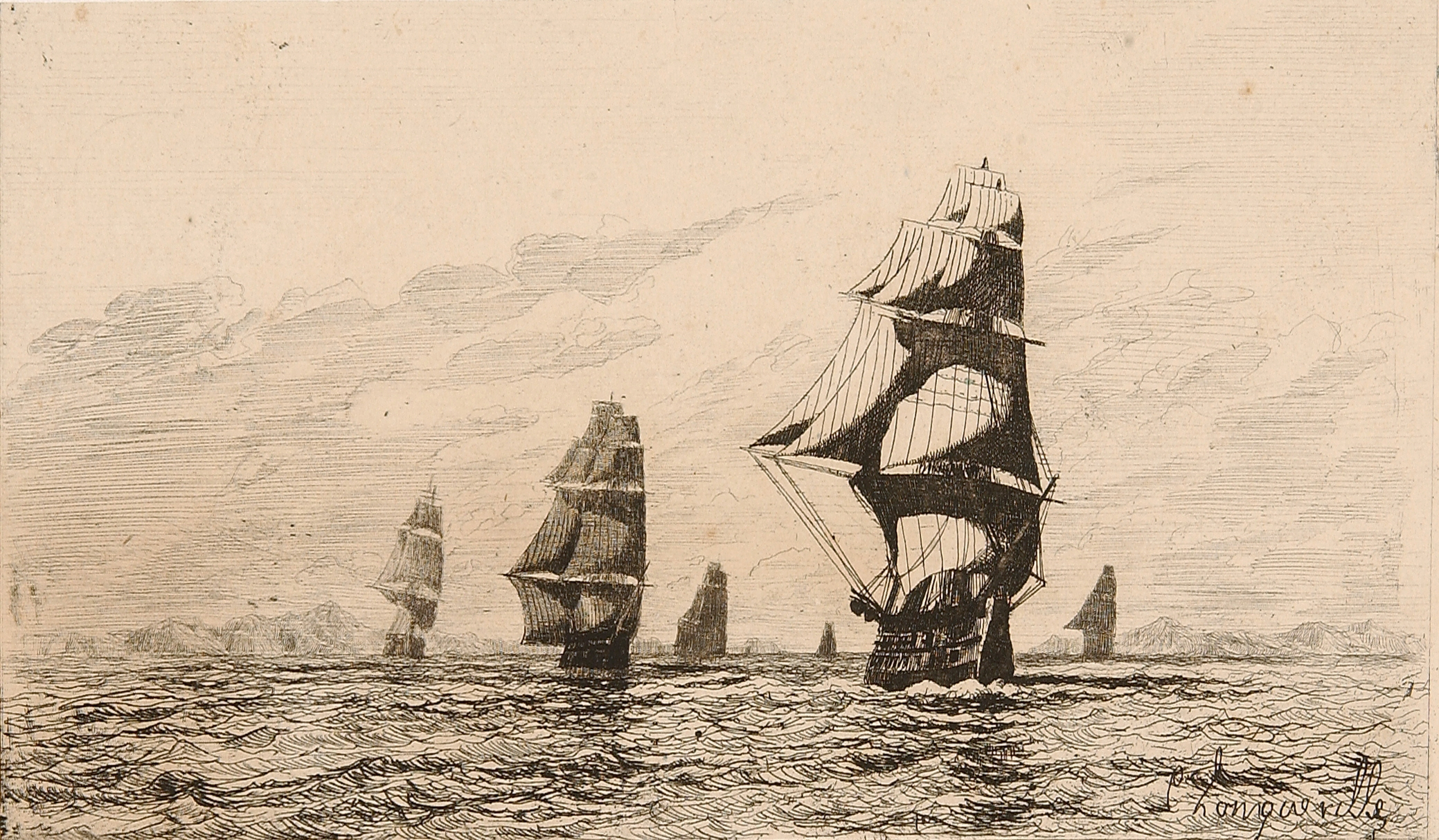
Sous voiles courant grand largue, 1864, eau-forte (10x17,2)
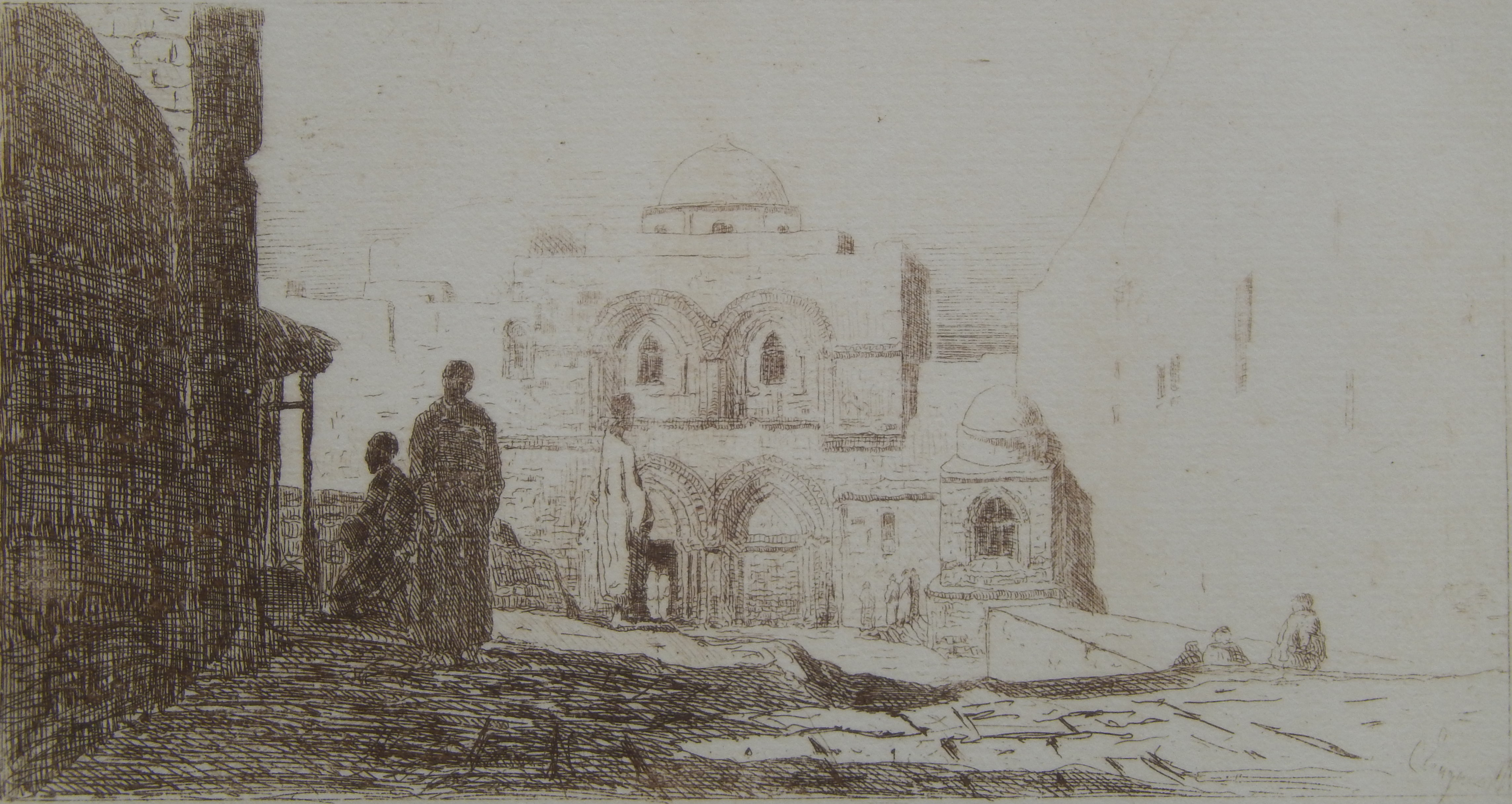
Le Saint Sépulcre, 1870, eau-forte (12x22,5)
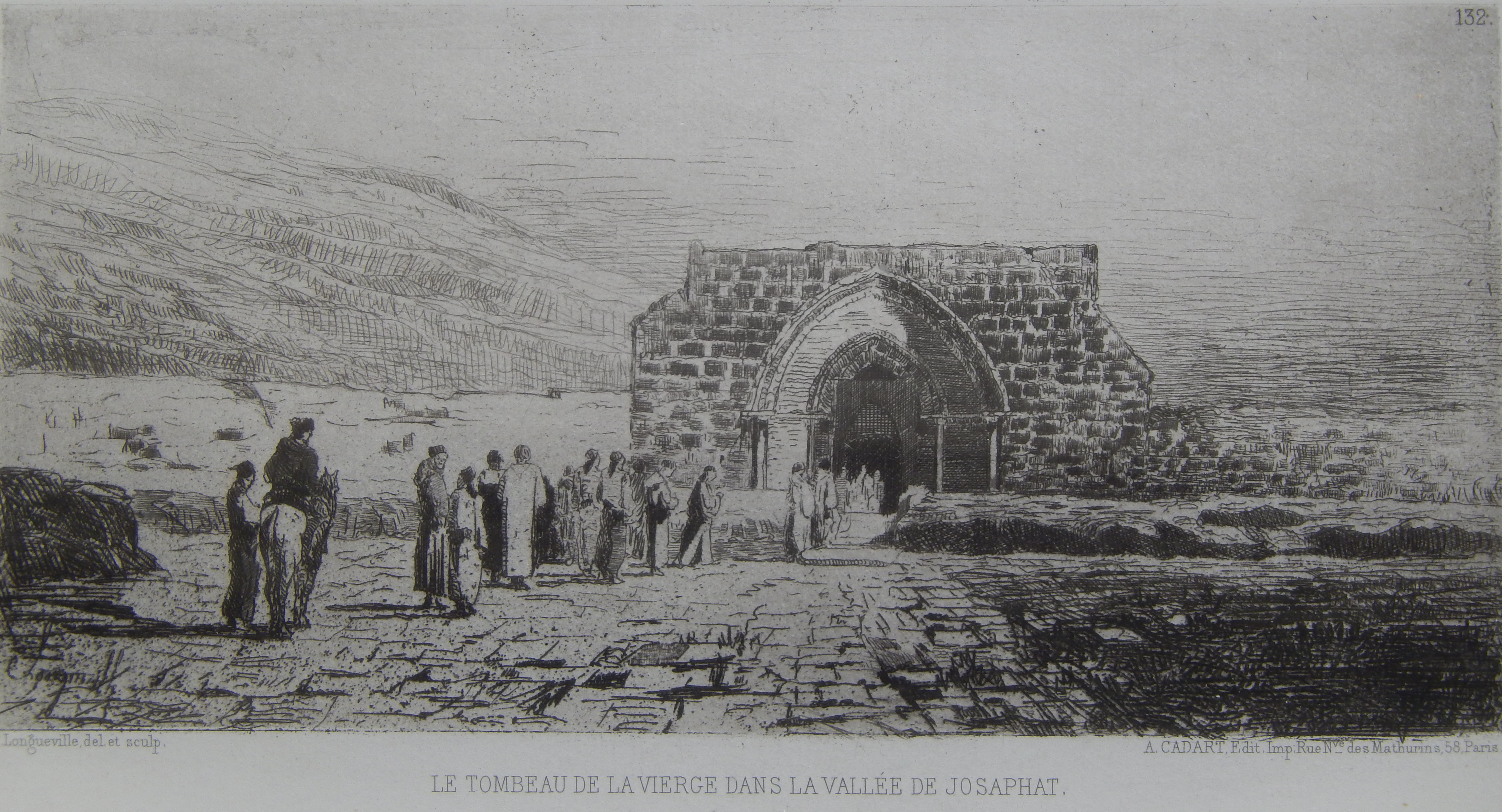
Le tombeau de la Vierge dans la vallée de Josaphat, 1872, eau-forte (12x23)

### Dessin
Le talent de Charles Longueville pour le dessin s’est révélé dès l’école navale. Les œuvres correspondantes constituent la grande majorité de sa production de jeunesse. 
- Porte Saint-Patern à Vannes, dessin à la plume, 26 mars 1889, collection particulière, 24x31
- Iles Saint-Paul et Amsterdam, mer des Indes, hémisphère sud, dessin à la plume, 1849, collection particulière, 15x29
- Castellamare, baie de Naples, dessin à la plume, 4 sept. 1860, collection particulière, 24x42
- Chambord, dessin à la plume, 23 juillet 1892, collection particulière, 24x43
- L’escadre cuirassée française escorte le roi du Portugal, dessin au fusain, collection particulière, 30x43

Dessins de Longueville
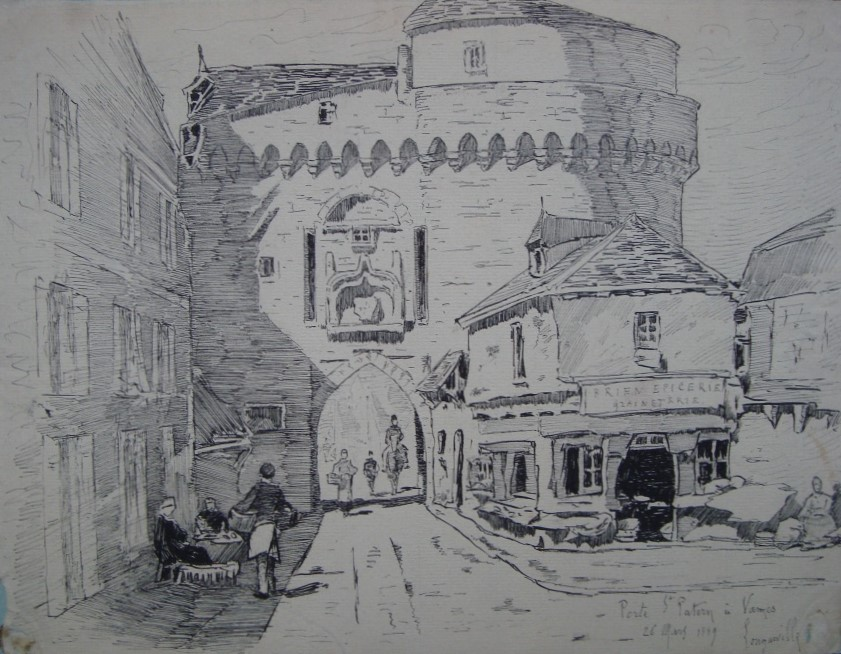
Porte Saint-Patern à Vannes, dessin à la plume, 26 mars 1889
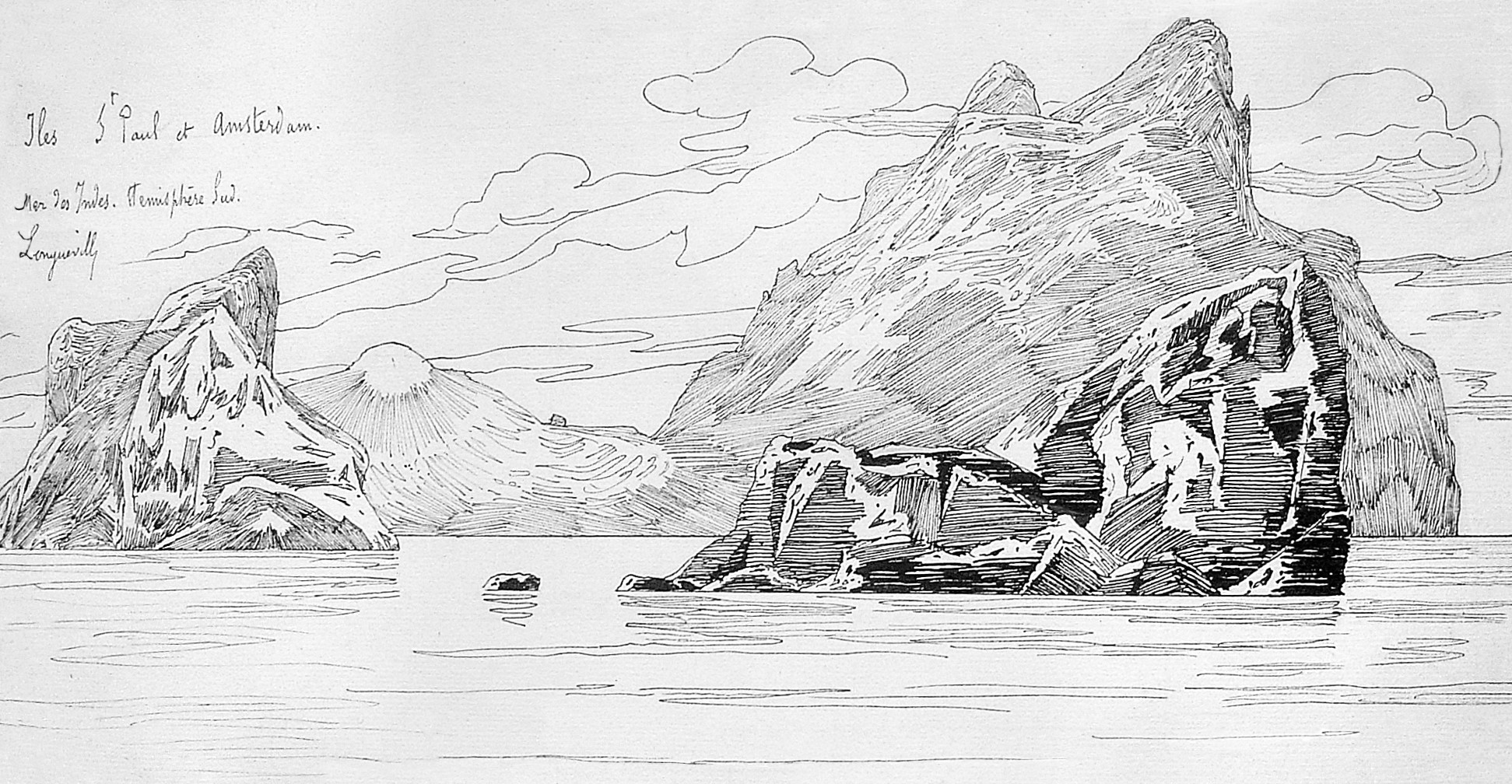
Iles Saint-Paul et Amsterdam, mer des Indes, hémisphère sud, dessin à la plume, 1849
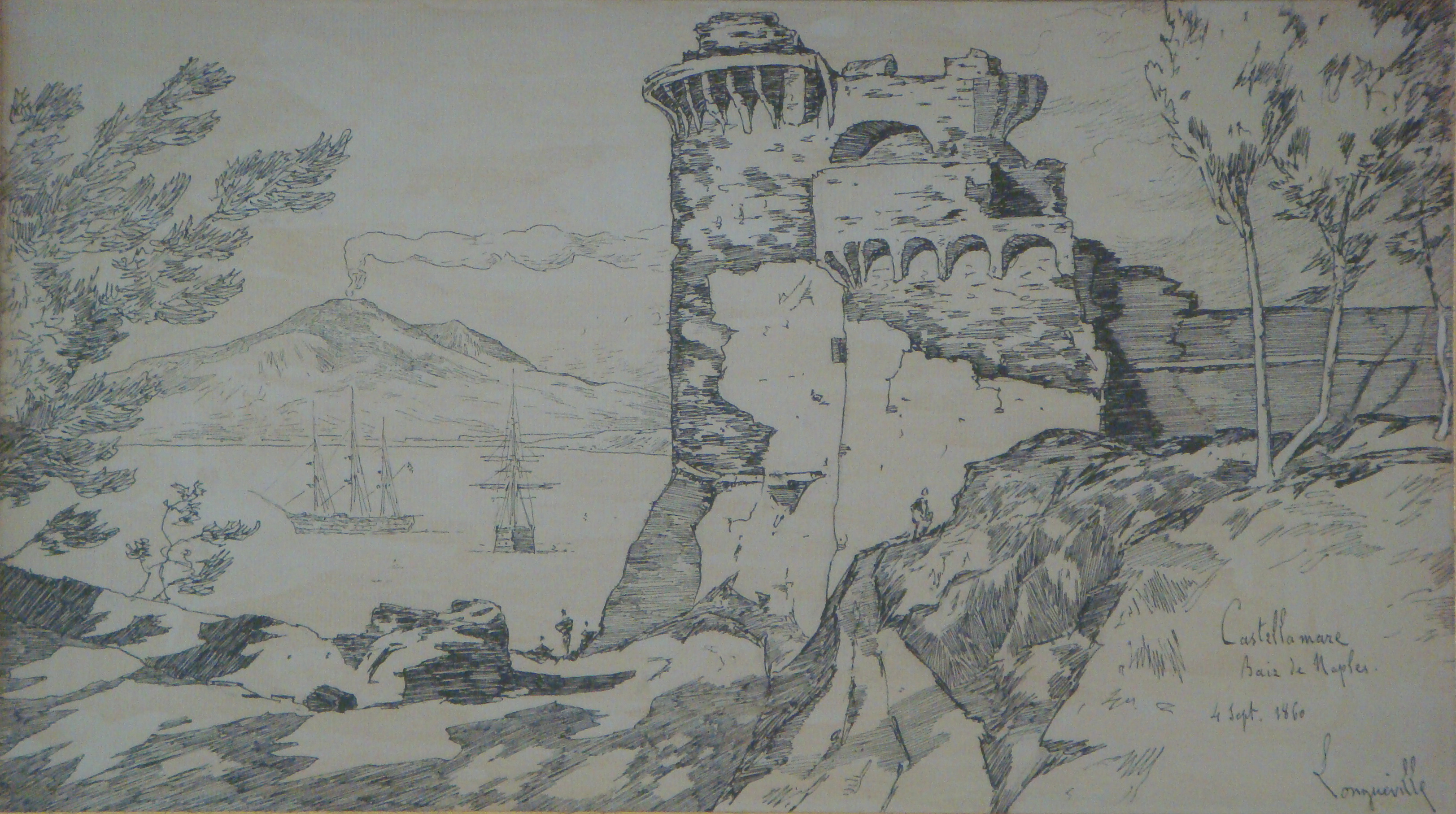
Castellamare, baie de Naples, dessin à la plume, 4 sept. 1860
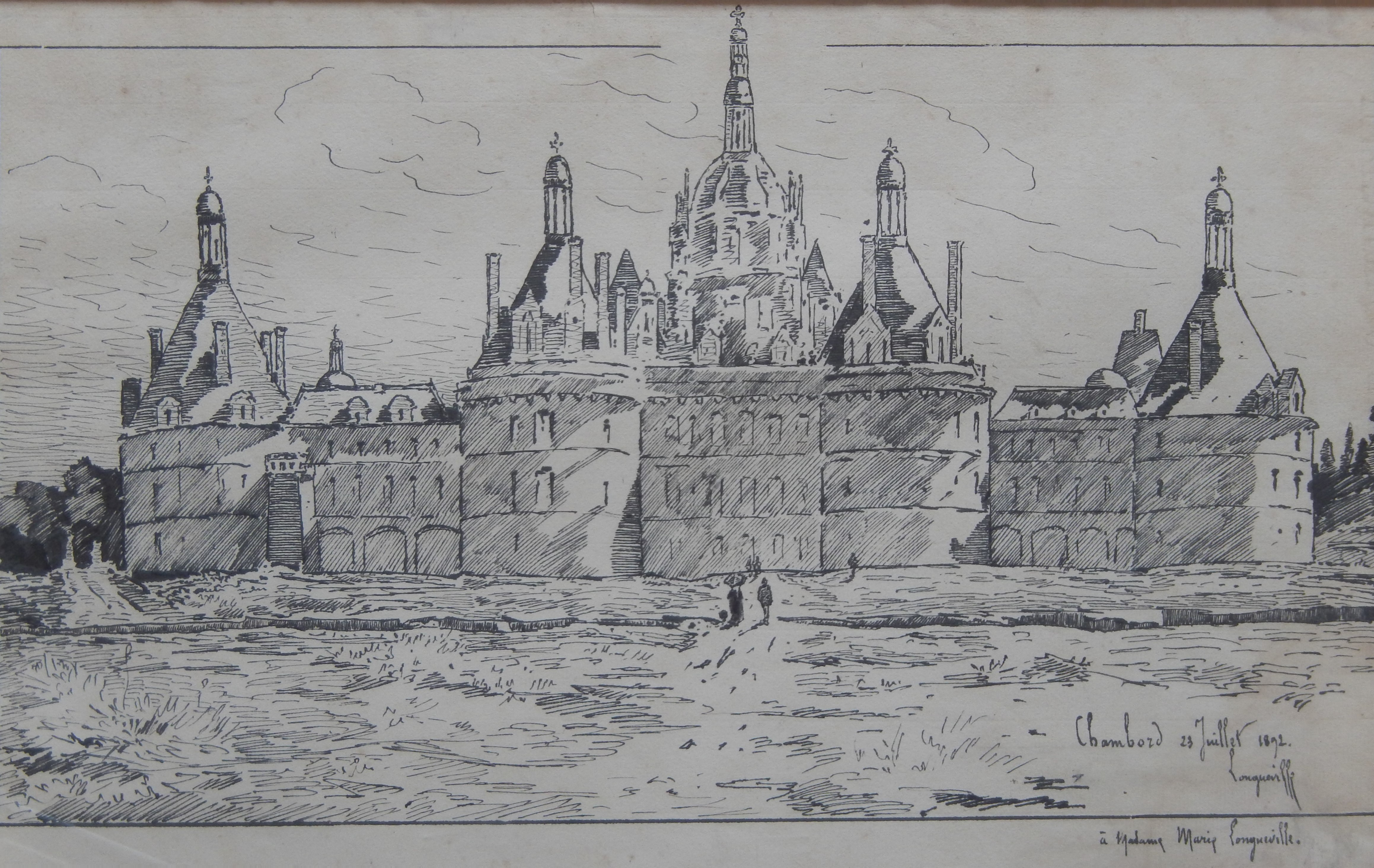
Chambord, dessin à la plume, 23 juillet 1892
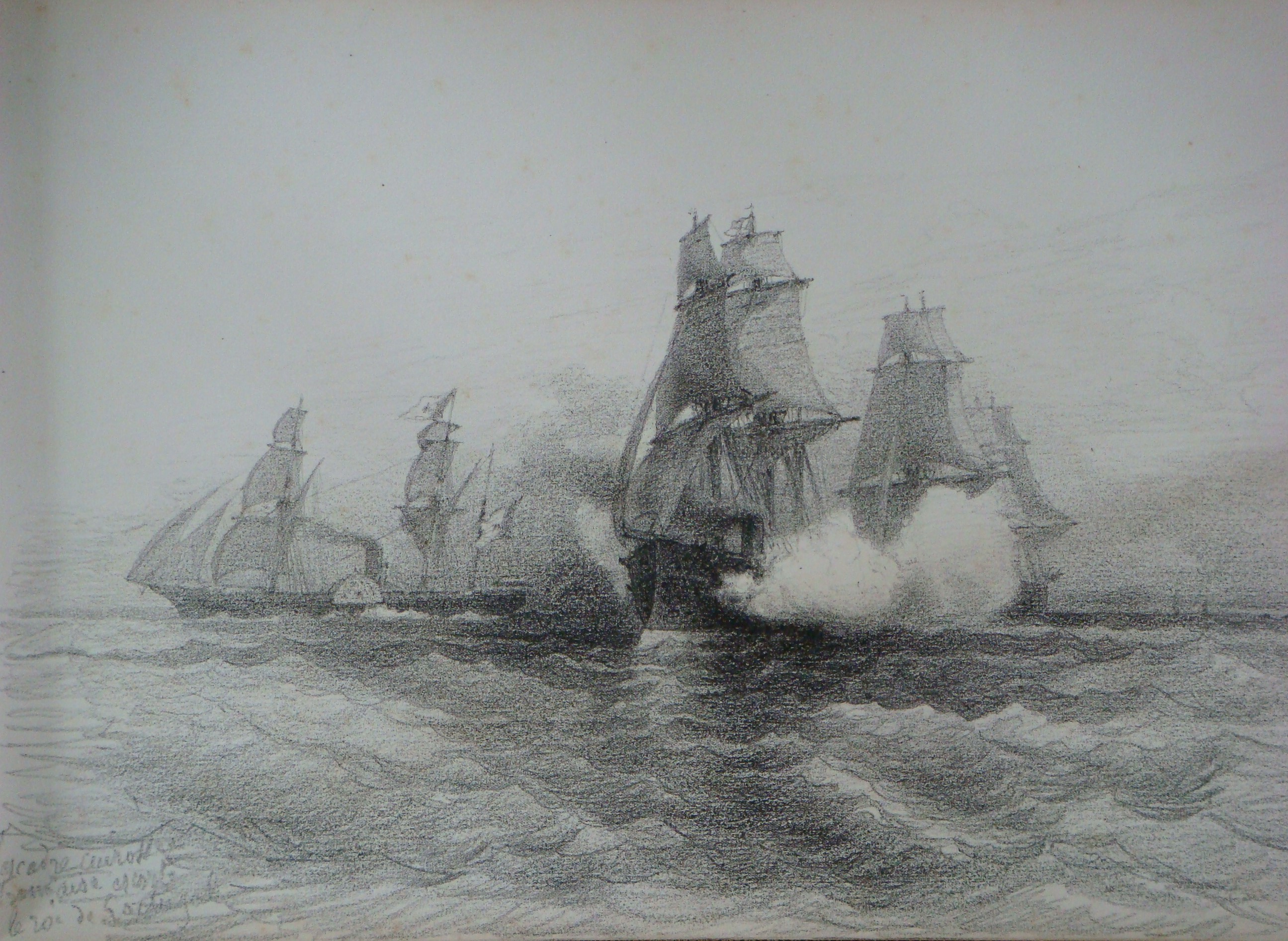
L’escadre cuirassée française escorte le roi du Portugal, dessin au fusain

### Albums enluminés
A l’occasion d’un voyage en Espagne en mars-avril 1882, Charles Longueville commença un carnet de notes de voyage qu’il illustra à la plume ; sans doute intéressé par le résultat, il entreprit de coucher à la suite l’ensemble de ses campagnes professionnelles, puis touristiques.  
Au début des années 1890, il conçut l’idée de réaliser, à partir de ce premier travail, quatre albums enluminés et décorés à la plume, qu’il dédia à son épouse et à ses trois fils. Les planches ci-après donnent un aperçu de cette œuvre ultime.

Albums de Longueville
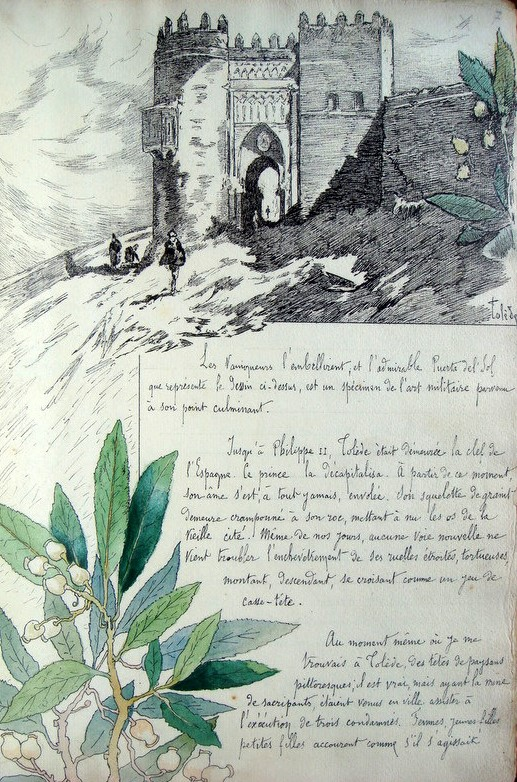
Album 1, la Puerta del Sol à Tolède, page 7, 1893
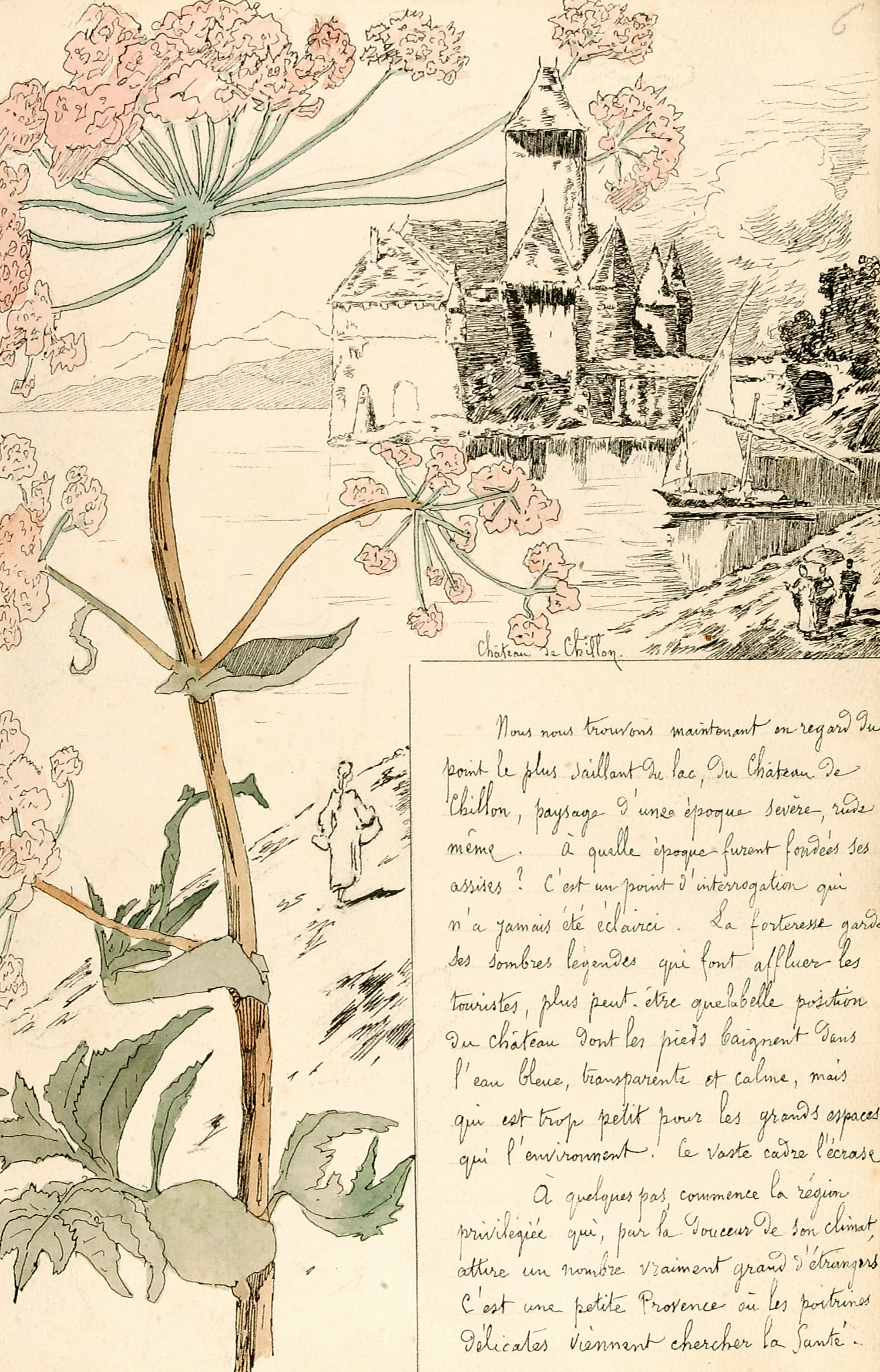
Album 2, château de Chillon, lac Léman, page 37, 1893
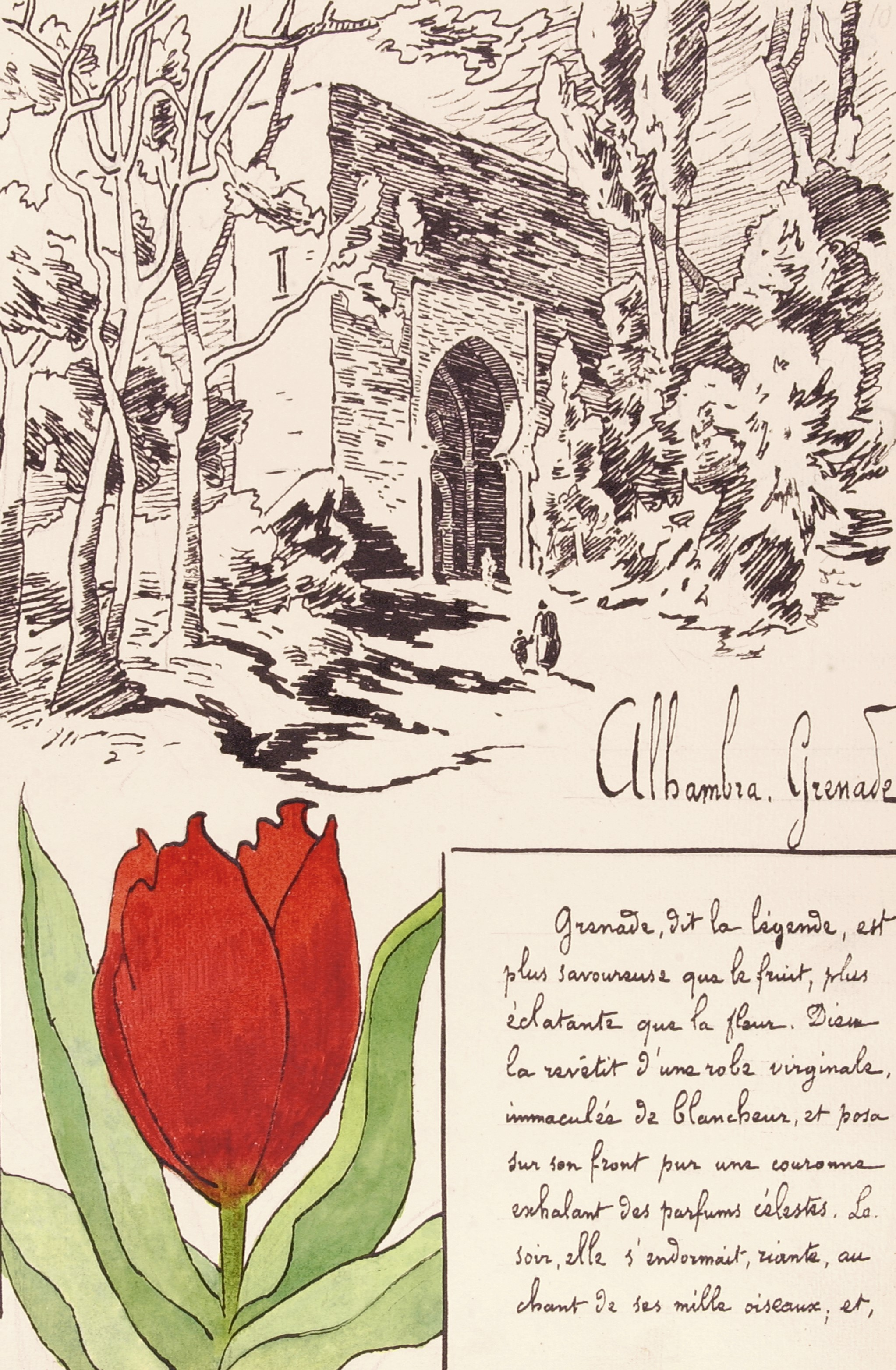
Album 3, porte du jugement dernier à Grenade, page 11, 1894
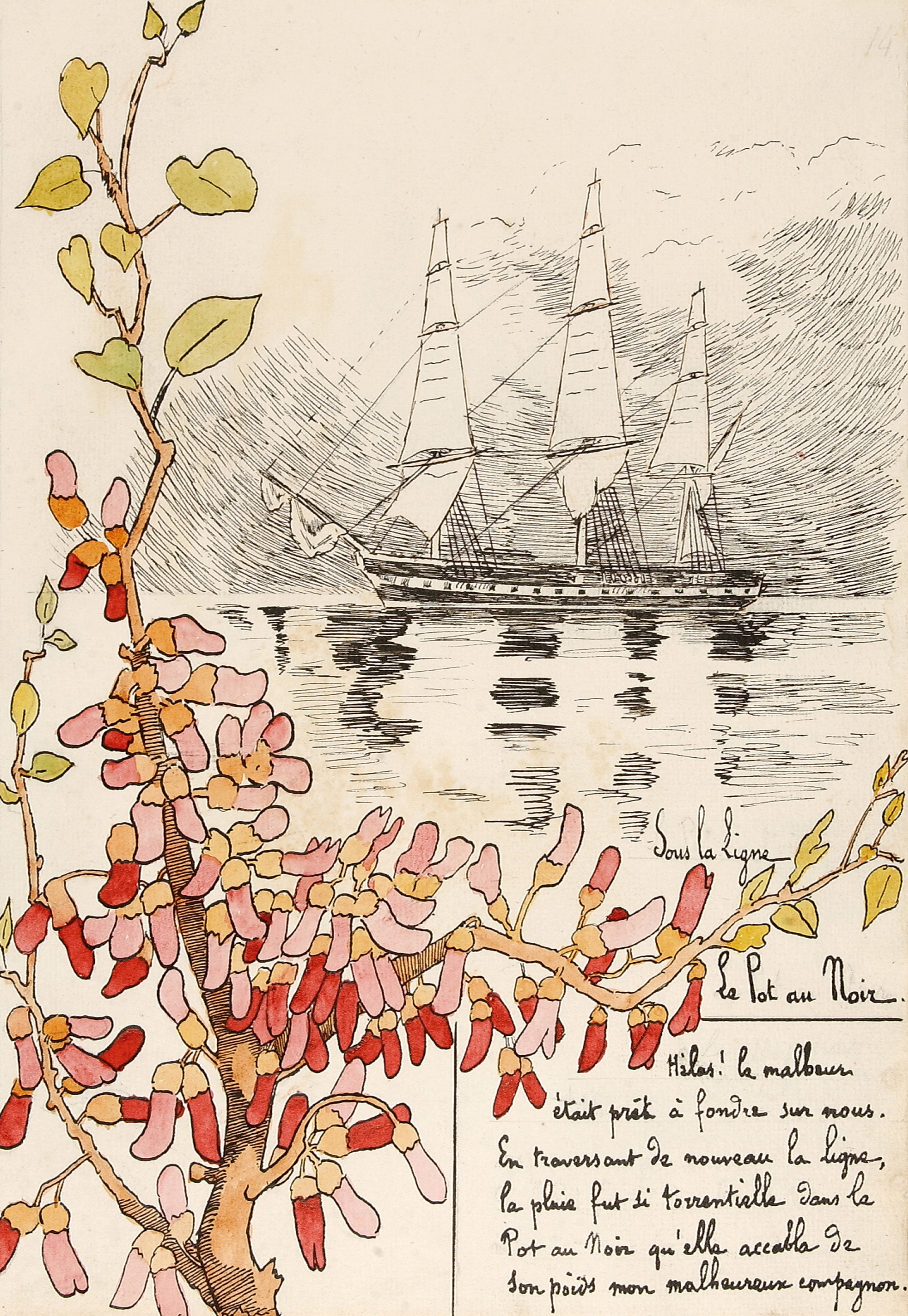
Album 4, sur la ligne, le "pot au noir", page 15, 1895